# Stachelreisratten
Die Stachelreisratten (Neacomys) sind eine in Südamerika lebende Nagetiergattung aus der Gruppe der Neuweltmäuse. Sie umfassen mehr als 20 Arten.
Stachelreisratten sind relativ kleine Neuweltmäuse, sie erreichen eine Kopfrumpflänge von 6 bis 10 Zentimeter, der Schwanz wird ungefähr ebenso lang. Eine Gewichtsangabe ist nur von N. guianae bekannt, die Art wiegt rund 20 Gramm. Das Fell besteht aus einer Mischung von borstigen, stachligen Haaren und weichen Haaren. Die stacheligen Haare sind am Rücken häufig, an den Flanken seltener und am Bauch fehlen sie völlig. Die Fellfärbung variiert von rötlichbraun bis hellbraun, der Bauch ist heller, meist weißlich.
Stachelreisratten leben in Panama und in Südamerika bis in das mittlere Brasilien und Bolivien. Sie leben vorwiegend in Wäldern, manchmal sind sie auch im Buschland und sogar in der Nähe von Feldern zu finden.

## Systematik der Stachelreisratten
Es werden mehr als 20 Arten unterschieden, von denen etwa die Hälfte erst vor kurzem beschrieben worden sind.
- Neacomys aletheia[1] kommt im westlichen Amazonasgebiet vor.
- Neacomys amoenus[2] lebt in einem Gebiet vom östlichen Peru über das zentrale Brasilien bis nach Bolivien.
- Neacomys auriventer bewohnt die Gebirgslagen von Ecuador.[3]
- Neacomys carceleni
- Die Dubost-Stachelreisratte (Neacomys dubosti) wurde erst 2001 beschrieben. Die Art lebt in Ost-Suriname, Französisch-Guayana und Nordost-Brasilien (Amapá).
- Neacomys elieceri[1] kommt im Süden des brasilianischen Bundesstaates Pará zwischen Rio Tapajós und Rio Madeira vor.[1]
- Die Guyana-Stachelreisratte (Neacomys guianae) ist in Venezuela, den drei Guayana-Staaten und Nordbrasilien beheimatet.
- Neacomys jau[1]. lebt zwischen dem Rio Negro und dem Amazonas im nördlichen Brasilien.
- Neacomys leilae kommt endemisch in den Küstengebirgen des nördlichen Venezuela vor.[4]
- Neacomys macedoruizi[5] kommt im Zentrum von Peru vor.
- Neacomys marajoara
- Neacomys marci kommt im nordwestlichen Ecuador vor.[6]
- Die Kleine Stachelreisratte (Neacomys minutus) kommt nach heutigem Kenntnisstand nur im Bereich des Juruá-Flusses im westlichen Brasilien vor. Die Art wurde erst 2000 beschrieben.
- Die Musser-Stachelreisratte (Neacomys musseri) wurde ebenfalls im Jahr 2000 erstbeschrieben. Sie lebt ebenfalls am Juruá in Südost-Peru und Westbrasilien.
- Neacomys oliveirai ist im Floresta Nacional de Carajás im brasilianischen Bundesstaat Pará heimisch.[4]
- Die Paracou-Stachelreisratte (Neacomys paracou) ist in Venezuela, den drei Guayana-Staaten und Nordostbrasilien verbreitet. Die Art wurde 2001 erstbeschrieben.
- Die Bunte Stachelreisratte (Neacomys pictus) ist nur vom östlichen Panama bekannt.
- Neacomys rosalindae[5] lebt im nordöstlichen Peru.
- Neacomys serranensis wurde erst Anfang 2021 beschrieben und kommt auf einem isolierten Bergmassiv im Tal des Río Magdalena im nordwestlichen Kolumbien vor.[7]
- Die Borsten-Stachelreisratte (Neacomys spinosus) lebt in peruanischen Gebirgsland.
- Die Schmalfuß-Stachelreisratte (Neacomys tenuipes) ist in Kolumbien und Venezuela beheimatet.
- Neacomys vargasllosai[2] ist vom südlichen Peru bis zum südlichen Bolivien verbreitet.
- Neacomys vossi
- Neacomys xingu

Keine der Arten ist laut IUCN gefährdet, die zuletzt entdeckten Arten werden aber noch nicht gelistet.
Stachelreisratten ähneln bis auf die Stacheln stark den Zwergreisratten (Oligoryzomys), genetischen Untersuchungen zufolge sind sie aber näher mit den Kleinstreisratten (Microryzomys) verwandt.

## Belege
1. 1 2 3 4  Thiago Borges Fernandes Semedo, Maria Nazareth Ferreira Da Silva, Ana Paula Carmignotto und Rogério Vieira Rossi.: Three New Species of Spiny Mice, Genus Neacomys Thomas, 1900 (Rodentia: Cricetidae), from Brazilian Amazonia. Systematics and Biodiversity 19 (8), 2001, doi:10.1080/14772000.2021.1980449
2. 1 2  Natali Hurtado und Víctor Pacheco: Revision of Neacomys spinosus (Thomas, 1882) (Rodentia: Cricetidae) with emphasis on Peruvian populations and the description of a new species. Zootaxa 4242 (3), 2017, S. 401–440
3. ↑  Jorge Brito, Nicolás Tinoco, Santiago Burneo, Claudia Koch, Alfonso Arguero, Rocío Vargas und C. Miguel Pinto: A new species of spiny mouse, genus Neacomys (Cricetidae: Sigmodontinae) from cordillera del Cóndor, Ecuador.Mastozoología Neotropical 28 (1), 2021, S. 1–22, doi:10.31687/saremMN.21.28.1.0.23
4. 1 2  Aldo Caccavo und Marcelo Weksler: Systematics of the rodent genus Neacomys Thomas (Cricetidae: Sigmodontinae): two new species and a discussion on carotid patterns. Journal of Mammalogy 102 (3), 2021, S. 852–878, 10.1093/jmammal/gyab037
5. 1 2  Pamela Sánchez-Vendizú, Víctor Pacheco und Dan Vivas-Ruiz: An Introduction to the Systematics of Small-Bodied Neacomys (Rodentia: Cricetidae) from Peru with Descriptions of Two New Species. American Museum Novitates 3913, 2018, S. 1-38, doi:10.1206/3913.1
6. ↑  Nicolás Tinoco, Claudia Koch, Javier E. Colmenares-Pinzón, Francisco X. Castellanos und Jorge Brito: New species of the Spiny Mouse genus Neacomys (Cricetidae, Sigmodontinae) from northwestern Ecuador. ZooKeys 1175, 2023, S. 187–221, doi:10.3897/zookeys.1175.106113
7. ↑  Javier E. Colmenares-Pinzón: Calling for A Reassessment of Rodent Diversity in Colombia: Description of A New Species of Neacomys (Cricetidae: Oryzomyini) from the Magdalena Valley, with A New Phylogenetic Hypothesis for the Genus and Comments on Its Diversification. Zootaxa. 4920 (4), 2021, S. 451–494, doi:10.11646/zootaxa.4920.4.1